# Lista walk o bokserskie mistrzostwo świata w wadze junior piórkowej
Zestawienie walk o bokserskie mistrzostwo świata wagi junior piórkowej (super bantamweight) zawodowców. Ujęte zostały pojedynki najważniejszych organizacji boksu zawodowego (WBO, WBA, WBC, IBF i IBO).
Mistrzów świata wśród amatorów znajdziesz tutaj.

## 2010-
| data                 | miejsce                                                     | organizacja     | zwycięzca                                                    | pokonany                                                     | wynik       |
| -------------------- | ----------------------------------------------------------- | --------------- | ------------------------------------------------------------ | ------------------------------------------------------------ | ----------- |
| 23 kwietnia 2014     | Osaka-Jo Hall Osaka, Japonia                                | IBF             | Kiko Martinez · Hiszpania                                    | Hozumi Hasegawa · Japonia                                    | TKO 7       |
| 19 kwietnia 2014     | Phones 4u Arena Manchester, Wielka Brytania                 | WBA             | Scott Quigg · Wielka Brytania                                | Tshifhiwa Munyai · Południowa Afryka                         | TKO 2       |
| 8 marca 2013         | MGM Grand Las Vegas, USA                                    | WBC             | Leo Santa Cruz · Meksyk                                      | Cristian Mijares · Meksyk                                    | UD 12       |
| 21 grudnia 2013      | Pabellon Esperanza Lag Elche, Hiszpania                     | IBF             | Kiko Martinez · Hiszpania                                    | Jeffrey Mathebula · Południowa Afryka                        | KO 9        |
| 14 grudnia 2013      | Alamodome San Antonio, USA                                  | WBC             | Leo Santa Cruz · Meksyk                                      | Cesar Seda · Portoryko                                       | UD 12       |
| 7 grudnia 2013       | Boardwalk Hall Atlantic City, USA                           | Super WBA / WBO | Guillermo Rigondeaux · Kuba                                  | Joseph Agbeko · Ghana                                        | UD 12       |
| 23 listopada 2013    | Phones 4u Arena Manchester, Wielka Brytania                 | WBA             | Scott Quigg · Wielka Brytania                                | Diego Oscar Silva · Argentyna                                | TKO 2       |
| 5 października 2013  | O2 Arena Londyn, Wielka Brytania                            | WBA             | Scott Quigg Wielka Brytania - Yoandris Salinas Kuba          | Scott Quigg Wielka Brytania - Yoandris Salinas Kuba          | MD 12 remis |
| 24 sierpnia 2013     | StubHub Center Carson, USA                                  | WBC             | Leo Santa Cruz · Meksyk                                      | Victor Terrazas · Meksyk                                     | SD 12       |
| 17 sierpnia 2013     | Revel Resort Atlantic City, USA                             | IBF             | Kiko Martinez · Hiszpania                                    | Jonathan Romero · Kolumbia                                   | TKO 6       |
| 10 sierpnia 2013     | Megapolis Convention Center Panama, Panama                  | WBA Tymczasowy  | Nehomar Cermeno · Wenezuela                                  | Oscar Escandon · Kolumbia                                    | SD 12       |
| 6 lipca 2013         | Orient Theatre East London, RPA                             | IBO             | Thabo Sonjica · Południowa Afryka                            | Silvester Lopez · Filipiny                                   | TKO 6       |
| 20 kwietnia 2013     | Arena Ciudad de Mexico Meksyk, Meksyk                       | WBC             | Victor Terrazas · Meksyk                                     | Cristian Mijares · Meksyk                                    | SD 12       |
| 13 kwietnia 2013     | Radio City Music Hall Nowy Jork, USA                        | Super WBA / WBO | Guillermo Rigondeaux · Kuba                                  | Nonito Donaire · Filipiny                                    | UD 12       |
| 16 lutego 2013       | Auditorio Municipal Fausto Gutiérrez Moreno Tijuana, Meksyk | IBF             | Jonathan Romero · Kolumbia                                   | Alejandro Lopez · Meksyk                                     | SD 12       |
| 15 grudnia 2012      | Toyota Center Houston, USA                                  | WBO             | Nonito Donaire · Filipiny                                    | Jorge Arce · Meksyk                                          | KO 3        |
| 24 listopada 2012    | Manchester Arena Manchester, Wielka Brytania                | WBA Tymczasowy  | Scott Quigg · Wielka Brytania                                | Rendall Munroe · Wielka Brytania                             | TKO 6       |
| 10 listopada 2012    | Staples Center Los Angeles, USA                             | WBC             | Abner Mares · Meksyk                                         | Anselmo Moreno · Panama                                      | UD 12       |
| 13 października 2012 | Home Depot Center Carson, USA                               | WBO             | Nonito Donaire · Filipiny                                    | Toshiaki Nishioka · Japonia                                  | TKO 9       |
| 18 września 2012     | Warszawka Sky Moskwa, Rosja                                 | IBO             | Aleksander Bachtin · Rosja                                   | Roli Gasca · Filipiny                                        | UD 12       |
| 15 września 2012     | Thomas & Mack Center Las Vegas, USA                         | WBA             | Guillermo Rigondeaux · Kuba                                  | Robert Marroquin · Stany Zjednoczone                         | UD 12       |
| 7 lipca 2012         | Home Depot Center Carson, USA                               | IBF / WBO       | Nonito Donaire · Filipiny                                    | Jeffrey Mathebula · Południowa Afryka                        | UD 12       |
| 16 czerwca 2012      | Velodrome Manchester, Wielka Brytania                       | WBA Tymczasowy  | Scott Quigg Wielka Brytania - Rendall Munroe Wielka Brytania | Scott Quigg Wielka Brytania - Rendall Munroe Wielka Brytania | TD 3 remis  |
| 9 czerwca 2012       | MGM Grand Las Vegas, USA                                    | WBA             | Guillermo Rigondeaux · Kuba                                  | Teon Kennedy · Stany Zjednoczone                             | TKO 5       |
| 21 kwietnia 2012     | Don Haskins Convention Center El Paso, USA                  | WBC             | Abner Mares · Meksyk                                         | Eric Morel · Portoryko                                       | UD 12       |
| 24 marca 2012        | Carnival City Casino Brakpan, RPA                           | IBF             | Jeffrey Mathebula · Południowa Afryka                        | Takalani Ndlovu · Południowa Afryka                          | SD 12       |
| 4 lutego 2012        | Alamodome San Antonio, USA                                  | WBO             | Nonito Donaire · Filipiny                                    | Wilfredo Vázquez Jr. · Portoryko                             | SD 12       |
| 20 stycznia 2012     | Palms Casino Resort Las Vegas, USA                          | WBA             | Guillermo Rigondeaux · Kuba                                  | Rico Ramos · Stany Zjednoczone                               | KO 6        |
| 29 października 2011 | Palenque de la Feria Colima, Meksyk                         | IBF             | Takalani Ndlovu · Południowa Afryka                          | Giovanni Caro · Meksyk                                       | SD 12       |
| 1 października 2011  | MGM Grand Las Vegas, USA                                    | WBC             | Toshiaki Nishioka · Japonia                                  | Rafael Marquez · Meksyk                                      | UD 12       |
| 24 września 2011     | Auditorio del Estado Mexicali, Meksyk                       | WBO             | Jorge Arce · Meksyk                                          | Simphiwe Nongqayi · Południowa Afryka                        | TKO 4       |
| 9 lipca 2011         | Boardwalk Hall Atlantic City, USA                           | WBA             | Rico Ramos · Stany Zjednoczone                               | Akifumi Shimoda · Japonia                                    | KO 7        |
| 7 maja 2011          | MGM Grand Las Vegas, USA                                    | WBO             | Jorge Arce · Meksyk                                          | Wilfredo Vázquez Jr. · Portoryko                             | TKO 12      |
| 8 kwietnia 2011      | World Memorial Hall Kobe, Japonia                           | WBC             | Toshiaki Nishioka · Japonia                                  | Mauricio Javier Munoz · Argentyna                            | KO 9        |
| 26 marca 2011        | Nasrec Indoor Arena Johannesburg, RPA                       | IBF             | Takalani Ndlovu · Południowa Afryka                          | Steve Molitor · Kanada                                       | UD 12       |
| 26 marca 2011        | Emperor's Palace Kempton Park, RPA                          | IBO             | Tshifhiwa Munyai · Południowa Afryka                         | Danilo Pena · Filipiny                                       | UD 12       |
| 19 marca 2011        | City West Hotel Dublin, Irlandia                            | WBA             | Guillermo Rigondeaux · Kuba                                  | Willie Casey · Irlandia                                      | TKO 1       |
| 31 stycznia 2011     | Ariake Colosseum Tokio, Japonia                             | WBA             | Akifumi Shimoda · Japonia                                    | Lee Ryol-li · Japonia                                        | UD 12       |
| 13 listopada 2010    | Cowboys Stadium Arlington, USA                              | WBA             | Guillermo Rigondeaux · Kuba                                  | Ricardo Cordoba · Panama                                     | SD 12       |
| 24 października 2010 | Nihon Budokan Kobe, Japonia                                 | WBC             | Toshiaki Nishioka · Japonia                                  | Balweg Bangoyan · Filipiny                                   | TKO 5       |
| 16 października 2010 | Silver Spurs Arena Kissimmee, USA                           | WBO             | Wilfredo Vázquez Jr. · Portoryko                             | Ivan Hernandez · Meksyk                                      | TKO 11      |
| 10 października 2010 | Korakuen Hall Tokio, Japonia                                | WBA             | Lee Ryol-li · Japonia                                        | Poonsawat Kratingdaenggym · Tajlandia                        | UD 12       |
| 11 września 2010     | Rainton Meadows Arena Houghton-le-Spring, Wielka Brytania   | IBF             | Steve Molitor · Kanada                                       | Jason Booth · Wielka Brytania                                | MD 12       |
| 29 maja 2010         | Coliseo Ruben Rodriguez Bayamon, Portoryko                  | WBO             | Wilfredo Vázquez Jr. · Portoryko                             | Zsolt Bedak · Węgry                                          | TKO 10      |
| 20 maja 2010         | Borabue School Maha Sarakham, Tajlandia                     | WBA             | Poonsawat Kratingdaenggym · Tajlandia                        | Shoji Kimura · Japonia                                       | KO 4        |
| 27 marca 2010        | Casino Rama Rama, Kanada                                    | IBF             | Steve Molitor · Kanada                                       | Takalani Ndlovu · Południowa Afryka                          | UD 12       |
| 27 lutego 2010       | Coliseo Ruben Rodriguez Bayamon, Portoryko                  | WBO             | Wilfredo Vázquez Jr. · Portoryko                             | Marvin Sonsona · Filipiny                                    | KO 4        |
| 11 stycznia 2010     | Tokyo Big Sight Tokio, Japonia                              | WBA             | Poonsawat Kratingdaenggym · Tajlandia                        | Satoshi Hosono · Japonia                                     | MD 12       |

## 2000-2009
| data                 | miejsce                                                  | organizacja | zwycięzca                                                | pokonany                                                 | wynik        |
| -------------------- | -------------------------------------------------------- | ----------- | -------------------------------------------------------- | -------------------------------------------------------- | ------------ |
| 10 października 2009 | Yoyogi #2 Gymnasium Tokio, Japonia                       | WBC         | Toshiaki Nishioka · Japonia                              | Ivan Hernandez · Meksyk                                  | RTD 3        |
| 10 października 2009 | Madison Square Garden Nowy Jork, USA                     | WBO         | Juan Manuel Lopez · Portoryko                            | Rogers Mtagwa · Tanzania                                 | UD 12        |
| 26 września 2009     | The O2 Dublin, Irlandia                                  | WBA         | Poonsawat Kratingdaenggym · Panama                       | Bernard Dunne · Irlandia                                 | KO 3         |
| 29 sierpnia 2009     | Ciudad Deportiva Mexicali, Meksyk                        | IBF / WBA   | Celestino Caballero · Panama                             | Francisco Leal · Meksyk                                  | RTD 8        |
| 27 czerwca 2009      | Boardwalk Hall Atlantic City, USA                        | WBO         | Juan Manuel Lopez · Portoryko                            | Olivier Lontchi · Kanada                                 | RTD 9        |
| 23 maja 2009         | Arena Monterrey Monterrey, Meksyk                        | WBC         | Toshiaki Nishioka · Japonia                              | Jhonny Gonzalez · Meksyk                                 | TKO 3        |
| 30 kwietnia 2009     | Arena Roberto Duran Panama, Panama                       | IBF / WBA   | Celestino Caballero · Panama                             | Jeffrey Mathebula · Południowa Afryka                    | SD 12        |
| 30 kwietnia 2009     | Morseng Building Pathum Thani, Tajlandia                 | WBA         | Poonsawat Kratingdaenggym · Tajlandia                    | Rafael Hernandez · Wenezuela                             | TKO 9        |
| 25 kwietnia 2009     | Coliseo Ruben Rodriguez Bayamon, Portoryko               | WBO         | Juan Manuel Lopez · Portoryko                            | Gerry Penalosa · Filipiny                                | RTD 10       |
| 21 marca 2009        | The O2 Dublin, Irlandia                                  | WBA         | Bernard Dunne · Irlandia                                 | Ricardo Cordoba · Panama                                 | TKO 11       |
| 3 stycznia 2009      | Pacifico Yokohama, Japonia                               | WBC         | Toshiaki Nishioka · Japonia                              | Genaro Garcia · Meksyk                                   | TKO 12       |
| 6 grudnia 2008       | MGM Grand Las Vegas, USA                                 | WBO         | Juan Manuel Lopez · Portoryko                            | Sergio Manuel Medina · Argentyna                         | TKO 1        |
| 21 listopada 2008    | Casino Rama Rama, Kanada                                 | IBF / WBA   | Celestino Caballero · Panama                             | Steve Molitor · Kanada                                   | TKO 4        |
| 4 października 2008  | Coliseo Jose Miguel Agrelot Hato Rey, Portoryko          | WBO         | Juan Manuel Lopez · Portoryko                            | Cesar Figueroa · Meksyk                                  | KO 1         |
| 18 września 2008     | Centro de Convenciones Figali Panama, Panama             | WBA         | Celestino Caballero · Panama                             | Elvis Mejia · Kolumbia                                   | TKO 1        |
| 18 września 2008     | Centro de Convenciones Figali Panama, Panama             | WBA         | Ricardo Cordoba · Panama                                 | Luis Alberto Perez · Nikaragua                           | UD 12        |
| 15 września 2008     | Pacifico Yokohama, Japonia                               | WBC         | Toshiaki Nishioka · Japonia                              | Napapol Sor Rungvisai · Tajlandia                        | UD 12        |
| 29 sierpnia 2008     | Casino Rama Rama, Kanada                                 | IBF         | Steve Molitor · Kanada                                   | Ceferino Labarda · Argentyna                             | TKO 10       |
| 7 czerwca 2008       | Centro Olimpico San Juan de Los Morros, Wenezuela        | WBA         | Celestino Caballero · Panama                             | Lorenzo Parra · Wenezuela                                | RTD 11       |
| 7 czerwca 2008       | Boardwalk Hall Atlantic City, USA                        | WBO         | Juan Manuel Lopez · Portoryko                            | Daniel Ponce De Leon · Meksyk                            | TKO 1        |
| 5 kwietnia 2008      | Casino Rama Rama, Kanada                                 | IBF         | Steve Molitor · Kanada                                   | Fernando Beltran · Meksyk                                | UD 12        |
| 1 marca 2008         | Home Depot Center Carson, USA                            | WBC         | Israel Vazquez · Meksyk                                  | Rafael Marquez · Meksyk                                  | SD 12        |
| 19 stycznia 2008     | Casino Rama Rama, Kanada                                 | IBF         | Steve Molitor · Kanada                                   | Ricardo Castillo · Meksyk                                | UD 12        |
| 8 grudnia 2007       | MGM Grand Las Vegas, USA                                 | WBO         | Daniel Ponce De Leon · Meksyk                            | Eduardo Escobedo · Meksyk                                | UD 12        |
| 1 grudnia 2007       | Gimnasio Roberto Duran Panama, Panama                    | WBA         | Celestino Caballero · Panama                             | Mauricio Pastrana · Kolumbia                             | TKO 8        |
| 8 listopada 2007     | Mohegan Sun Casino Uncasville, USA                       | IBO         | Mike Oliver · Stany Zjednoczone                          | Al Seeger · Stany Zjednoczone                            | UD 12        |
| 27 października 2007 | Casino Rama Rama, Kanada                                 | IBF         | Steve Molitor · Kanada                                   | Fahsan 3K Battery · Tajlandia                            | UD 12        |
| 11 sierpnia 2007     | Arco Arena Sacramento, USA                               | WBO         | Daniel Ponce De Leon · Meksyk                            | Rey Bautista · Filipiny                                  | TKO 1        |
| 4 sierpnia 2007      | Dodge Arena Hidalgo, USA                                 | WBA         | Celestino Caballero · Panama                             | Jorge Lacierva · Meksyk                                  | UD 12        |
| 4 sierpnia 2007      | Dodge Arena Hidalgo, USA                                 | WBC         | Israel Vazquez · Meksyk                                  | Rafael Marquez · Meksyk                                  | TKO 6        |
| 14 lipca 2007        | Casino Rama Rama, Kanada                                 | IBF         | Steve Molitor · Kanada                                   | Takalani Ndlovu · Południowa Afryka                      | TKO 9        |
| 17 marca 2007        | Mandalay Bay Resort & Casino Las Vegas, USA              | WBO         | Daniel Ponce De Leon · Meksyk                            | Gerry Penalosa · Filipiny                                | UD 12        |
| 16 marca 2007        | Seminole Hard Rock Hotel and Casino Hollywood, USA       | WBA         | Celestino Caballero · Panama                             | Ricardo Castillo · Meksyk                                | DQ 9         |
| 3 marca 2007         | Home Depot Center Carson, USA                            | WBC         | Rafael Marquez · Meksyk                                  | Israel Vazquez · Meksyk                                  | RTD 7        |
| 1 grudnia 2006       | Cicero Stadium 1909 S. Laramie Cicero, USA               | IBO         | Takalani Ndlovu · Południowa Afryka                      | Ricardo Castillo · Meksyk                                | SD 12        |
| 10 listopada 2006    | Borough Hall Hartlepool, Wielka Brytania                 | IBF         | Steve Molitor · Kanada                                   | Michael Hunter · Wielka Brytania                         | KO 5         |
| 21 października 2006 | Don Haskins Convention Center El Paso, USA               | WBO         | Daniel Ponce De Leon · Meksyk                            | Al Seeger · Stany Zjednoczone                            | TKO 8        |
| 4 października 2006  | Wat Ban Rai, Thailand                                    | WBA         | Celestino Caballero · Panama                             | Somsak Sithchatchawal · Tajlandia                        | TKO 3        |
| 19 września 2006     | MGM Grand Las Vegas, USA                                 | WBC         | Israel Vazquez · Meksyk                                  | Jhonny Gonzalez · Meksyk                                 | TKO 10       |
| 15 lipca 2006        | MGM Grand Las Vegas, USA                                 | WBO         | Daniel Ponce De Leon · Meksyk                            | Sod Kokietgym · Tajlandia                                | KO 1         |
| 10 czerwca 2006      | Boardwalk Hall Atlantic City, USA                        | WBC         | Israel Vazquez · Meksyk                                  | Ivan Hernandez · Meksyk                                  | RTD 4        |
| 27 maja 2006         | Home Depot Center Carson, USA                            | WBO         | Daniel Ponce De Leon · Meksyk                            | Gerson Guerrero · Meksyk                                 | KO 2         |
| 25 maja 2006         | Carnival City Brakpan, RPA                               | IBO         | Takalani Ndlovu · Południowa Afryka                      | Giovanni Andrade · Brazylia                              | KO 2         |
| 21 kwietnia 2006     | Dover Downs Hotel & Casino Dover, USA                    | IBO         | Takalani Ndlovu · Południowa Afryka                      | Fabio Daniel Oliva · Argentyna                           | KO 3         |
| 18 marca 2006        | Palais des Sport Marcel Cerdan Levallois-Perret, Francja | WBA         | Somsak Sithchatchawal · Tajlandia                        | Mahyar Monshipour · Francja                              | TKO 10       |
| 4 lutego 2006        | Centre de Convenciones Figali Panama, Panama             | WBA         | Celestino Caballero · Panama                             | Roberto Bonilla · Nikaragua                              | TKO 7        |
| 3 grudnia 2005       | Mandalay Bay Resort & Casino Las Vegas, USA              | WBC         | Israel Vazquez · Meksyk                                  | Oscar Larios · Meksyk                                    | TKO 3        |
| 4 listopada 2005     | Hammerstein Ballroom Nowy Jork, USA                      | IBO         | Takalani Ndlovu · Południowa Afryka                      | Armando Guerrero · Meksyk                                | UD 12        |
| 29 października 2005 | Desert Diamond Casino Tucson, USA                        | WBO         | Daniel Ponce De Leon · Meksyk                            | Sod Kokietgym · Tajlandia                                | UD 12        |
| 15 października 2005 | Centre de Convenciones Figali Panama, Panama             | WBA         | Celestino Caballero · Panama                             | Yober Ortega · Wenezuela                                 | UD 12        |
| 16 lipca 2005        | MGM Grand Las Vegas, USA                                 | WBC         | Oscar Larios · Meksyk                                    | Wayne McCullough · Stany Zjednoczone                     | TKO 10       |
| 25 czerwca 2005      | Futuroscope Poitiers, Francja                            | WBA         | Mahyar Monshipour · Francja                              | Julio Zarate · Meksyk                                    | RTD 8        |
| 31 maja 2005         | Ho Chunk Sports Center Lynwood, USA                      | IBF         | Israel Vazquez · Meksyk                                  | Armando Guerrero · Meksyk                                | UD 12        |
| 29 kwietnia 2005     | Palais des Sports Marsylia, Francja                      | WBA         | Mahyar Monshipour · Francja                              | Shigeru Nakazato · Japonia                               | TKO 6        |
| 22 kwietnia 2005     | Dodge Arena Hidalgo, USA                                 | WBO         | Joan Guzman · Dominikana                                 | Fernando Beltran · Meksyk                                | UD 12        |
| 10 lutego 2005       | Palace Indian Gaming Center Lemoore, USA                 | WBC         | Oscar Larios · Meksyk                                    | Wayne McCullough · Stany Zjednoczone                     | UD 12        |
| 28 grudnia 2004      | Sycuan Resort & Casino El Cajon, USA                     | IBF         | Israel Vazquez · Meksyk                                  | Artyom Simonyan · Armenia                                | TKO 5        |
| 27 listopada 2004    | MGM Grand Las Vegas, USA                                 | WBC         | Oscar Larios · Meksyk                                    | Nedal Hussein · Australia                                | UD 12        |
| 8 listopada 2004     | Palais Omnisports Bercy, Francja                         | WBA         | Mahyar Monshipour · Francja                              | Yoddamrong Sithyodthong · Tajlandia                      | TKO 6        |
| 27 maja 2004         | Zenith d'Auvergne Clermont-Ferrand, Francja              | WBA         | Mahyar Monshipour · Francja                              | Salim Medjkoune · Francja                                | TKO 8        |
| 22 maja 2004         | Carnival City Casino Brakpan, RPA                        | IBO         | Thomas Mashaba · Południowa Afryka                       | Zolani Marali · Południowa Afryka                        | RTD 9        |
| 25 marca 2004        | Olympic Auditorium Los Angeles, USA                      | IBF         | Israel Vazquez · Meksyk                                  | Jose Luis Valbuena · Wenezuela                           | TKO 12       |
| 6 marca 2004         | Super Arena Saitama, Japonia                             | WBC         | Oscar Larios · Meksyk                                    | Shigeru Nakazato · Japonia                               | UD 12        |
| 26 lutego 2004       | Sports Arena San Diego, USA                              | WBO         | Joan Guzman · Dominikana                                 | Agapito Sanchez · Dominikana                             | TKO 7        |
| 16 grudnia 2003      | Zenith d'Auvergne Levallois-Perret, Francja              | WBA         | Mahyar Monshipour · Francja                              | Jairo Tagliaferro · Wenezuela                            | RTD 7        |
| 22 listopada 2003    | Olympic Auditorium Los Angeles, USA                      | WBC         | Oscar Larios · Meksyk                                    | Napapol Sor Rungvisai · Tajlandia                        | TKO 10       |
| 7 września 2003      | Rainbow Hall Nagoya, Japonia                             | WBC         | Oscar Larios · Meksyk                                    | Kozo Ishii · Japonia                                     | TKO 2        |
| 26 lipca 2003        | Olympic Auditorium Los Angeles, USA                      | IBF         | Manny Pacquiao · Filipiny                                | Emmanuel Lucero · Meksyk                                 | TKO 3        |
| 11 lipca 2003        | Carnival City Brakpan, RPA                               | IBO         | Zolani Marali · Południowa Afryka                        | Pastor Humberto Maurin · Argentyna                       | UD 12        |
| 4 lipca 2003         | Futuroscope Poitiers, Francja                            | WBA         | Mahyar Monshipour · Francja                              | Salim Medjkoune · Francja                                | KO 12        |
| 26 kwietnia 2003     | Kokugikan Tokio, Japonia                                 | WBC         | Oscar Larios · Meksyk                                    | Shigeru Nakazato · Japonia                               | UD 12        |
| 4 kwietnia 2003      | Maison des Sports Clermont-Ferrand, Francja              | WBA         | Salim Medjkoune · Francja                                | Vincenzo Gigliotti · Włochy                              | UD 12        |
| 1 listopada 2002     | Arco Arena Sacramento, USA                               | WBC         | Oscar Larios · Meksyk                                    | Willie Jorrin · Stany Zjednoczone                        | TKO 1        |
| 26 października 2002 | Rizal Memorial Colleges (RMC) Gym Davao, Filipiny        | IBF         | Manny Pacquiao · Filipiny                                | Fahprakorb Rakkiatgym · Tajlandia                        | TKO 1        |
| 9 października 2002  | Yoyogi First Gym Tokio, Japonia                          | WBA         | Salim Medjkoune · Francja                                | Osamu Sato · Japonia                                     | UD 12        |
| 24 sierpnia 2002     | Kokugikan Tokio, Japonia                                 | WBC         | Oscar Larios · Meksyk                                    | Manabu Fukushima · Japonia                               | TKO 8        |
| 17 sierpnia 2002     | Cardiff Castle Cardiff, Wielka Brytania                  | WBO         | Joan Guzman · Dominikana                                 | Fabio Daniel Oliva · Argentyna                           | KO 3         |
| 8 czerwca 2002       | The Pyramid Memphis, USA                                 | IBF         | Manny Pacquiao · Filipiny                                | Jorge Julio Rocha · Kolumbia                             | TKO 2        |
| 18 maja 2002         | Super Arena Saitama, Japonia                             | WBA         | Osamu Sato · Japonia                                     | Yoddamrong Sithyodthong · Tajlandia                      | KO 8         |
| 17 maja 2002         | Memorial Auditorium Sacramento, USA                      | WBC         | Oscar Larios · Meksyk                                    | Israel Vazquez · Meksyk                                  | TKO 12       |
| 23 lutego 2002       | Mandalay Bay Resort & Casino Las Vegas, USA              | IBO         | Paulie Ayala · Stany Zjednoczone                         | Clarence Adams · Stany Zjednoczone                       | UD 12        |
| 21 lutego 2002       | Dan Khun Thot, Thailand                                  | WBA         | Yoddamrong Sithyodthong · Tajlandia                      | Yober Ortega · Wenezuela                                 | UD 12        |
| 5 lutego 2002        | Ariake Colosseum Tokio, Japonia                          | WBC         | Willie Jorrin Stany Zjednoczone - · Osamu Sato Japonia   | Willie Jorrin Stany Zjednoczone - · Osamu Sato Japonia   | PST 12 remis |
| 17 listopada 2001    | Mandalay Bay Resort & Casino Las Vegas, USA              | WBA         | Yober Ortega · Wenezuela                                 | Jose Rojas · Wenezuela                                   | KO 4         |
| 10 listopada 2001    | Bill Graham Civic Auditorium San Francisco, USA          | IBF / WBO   | Agapito Sanchez Dominikana · - Manny Pacquiao Filipiny · | Agapito Sanchez Dominikana · - Manny Pacquiao Filipiny · | TD 6 remis   |
| 4 sierpnia 2001      | Mandalay Bay Resort & Casino Las Vegas, USA              | IBO         | Paulie Ayala · Stany Zjednoczone                         | Clarence Adams · Stany Zjednoczone                       | SD 12        |
| 26 czerwca 2001      | MGM Grand Los Angeles, USA                               | IBF         | Manny Pacquiao · Filipiny                                | Lehlo Ledwaba · Południowa Afryka                        | KO 6         |
| 23 czerwca 2001      | MGM Grand Las Vegas, USA                                 | WBO         | Agapito Sanchez · Dominikana                             | Jorge Monsalvo · Kolumbia                                | KO 7         |
| 22 kwietnia 2001     | Carnival City Brakpan, RPA                               | IBF         | Lehlo Ledwaba · Południowa Afryka                        | Carlos Contreras · Meksyk                                | UD 12        |
| 23 marca 2001        | Sportscenter Owensboro, USA                              | WBA         | Clarence Adams · Stany Zjednoczone                       | Ivan Alvarez · Kolumbia                                  | UD 12        |
| 17 lutego 2001       | Carnival City Brakpan, RPA                               | IBF         | Lehlo Ledwaba · Południowa Afryka                        | Arnel Barotillo · Australia                              | TKO 9        |
| 19 stycznia 2001     | Arco Arena Sacramento, USA                               | WBC         | Willie Jorrin · Stany Zjednoczone                        | Oscar Larios · Meksyk                                    | UD 12        |
| 1 grudnia 2000       | Venetian Hotel & Casino Las Vegas, USA                   | WBO         | Marco Antonio Barrera · Meksyk                           | Jesus Salud · Stany Zjednoczone                          | TKO 6        |
| 23 listopada 2000    | Rainbow Hall Nagoya, Japonia                             | WBA         | Yober Ortega · Wenezuela                                 | Kozo Ishii · Japonia                                     | TKO 11       |
| 6 października 2000  | Leisure Centre Maidstone, Wielka Brytania                | IBF         | Lehlo Ledwaba · Południowa Afryka                        | Eduardo Enrique Alvarez · Argentyna                      | KO 8         |
| 9 września 2000      | Bowler's Arena Manchester, Wielka Brytania               | WBC         | Willie Jorrin · Stany Zjednoczone                        | Michael Brodie · Wielka Brytania                         | MD 12        |
| 9 września 2000      | New Orleans Arena Nowy Orlean, USA                       | WBO         | Marco Antonio Barrera · Meksyk                           | Jose Luis Valbuena · Wenezuela                           | UD 12        |
| 5 sierpnia 2000      | Alliant Energy Center Madison, USA                       | WBA         | Clarence Adams · Stany Zjednoczone                       | Andres Fernandez · Stany Zjednoczone                     | TKO 6        |
| 17 czerwca 2000      | Arena Mexico Meksyk, Meksyk                              | WBO         | Marco Antonio Barrera · Meksyk                           | Luiz Claudio Freitas · Salwador                          | KO 1         |
| 27 maja 2000         | Elephant & Castle Centre Southwark, Wielka Brytania      | IBO         | Simon Ramoni · Południowa Afryka                         | Patrick Mullings · Wielka Brytania                       | RTD 8        |
| 7 kwietnia 2000      | Whitchurch Leisure Centre Bristol, Wielka Brytania       | IBF         | Lehlo Ledwaba · Południowa Afryka                        | Ernesto Grey · Kolumbia                                  | TKO 8        |
| 4 marca 2000         | Mandalay Bay Resort & Casino Las Vegas, USA              | WBA         | Clarence Adams · Stany Zjednoczone                       | Nestor Garza · Meksyk                                    | UD 12        |
| 19 lutego 2000       | Mandalay Bay Resort & Casino Las Vegas, USA              | WBC / WBO   | Erik Morales · Meksyk                                    | Marco Antonio Barrera · Meksyk                           | SD 12        |

## 1990-1999
| data                 | miejsce                                                 | organizacja | zwycięzca                                                             | pokonany                                                              | wynik        |
| -------------------- | ------------------------------------------------------- | ----------- | --------------------------------------------------------------------- | --------------------------------------------------------------------- | ------------ |
| 21 listopada 1999    | Rainbow Hall Nagoya, Japonia                            | WBA         | Nestor Garza · Meksyk                                                 | Kozo Ishii · Japonia                                                  | TKO 12       |
| 22 października 1999 | Joe Louis Arena Detroit, USA                            | WBC         | Erik Morales · Meksyk                                                 | Wayne McCullough · Stany Zjednoczone                                  | UD 12        |
| 22 października 1999 | Hala Legii Warszawa, Polska                             | IBO         | Simon Ramoni · Południowa Afryka                                      | Sandor Koczak · Węgry                                                 | UD 12        |
| 10 października 1999 | Caracas, Wenezuela                                      | WBA         | Antonio Cermeno · Wenezuela                                           | Yober Ortega · Wenezuela                                              | MD 12        |
| 25 września 1999     | Pechanga Entertainment Center Temecula, Wielka Brytania | IBF         | Lehlo Ledwaba · Południowa Afryka                                     | Edison Valencia Diaz · Kolumbia                                       | TKO 5        |
| 7 sierpnia 1999      | Taj Majal Hotel & Casino Atlantic City, USA             | WBO         | Marco Antonio Barrera · Meksyk                                        | Pastor Humberto Maurin · Argentyna                                    | UD 12        |
| 31 lipca 1999        | Plaza de Toros Tijuana, Meksyk                          | WBC         | Erik Morales · Meksyk                                                 | Reynante Jamili · Filipiny                                            | TKO 6        |
| 29 maja 1999         | Carousel Hotel & Casino Temba, RPA                      | IBF         | Lehlo Ledwaba · Południowa Afryka                                     | John Michael Johnson · Stany Zjednoczone                              | UD 12        |
| 8 maja 1999          | Hilton Hotel Las Vegas, USA                             | WBA         | Nestor Garza · Meksyk                                                 | Carlos Barreto · Wenezuela                                            | TKO 8        |
| 8 maja 1999          | Hilton Hotel Las Vegas, USA                             | WBC         | Erik Morales · Meksyk                                                 | Juan Carlos Ramirez · Meksyk                                          | TKO 9        |
| 3 kwietnia 1999      | Royal Albert Hall Kensington, Wielka Brytania           | WBO         | Marco Antonio Barrera · Meksyk                                        | Paul Lloyd · Wielka Brytania                                          | RTD 1        |
| 13 lutego 1999       | Thomas & Mack Center Las Vegas, USA                     | WBC         | Erik Morales · Meksyk                                                 | Angel Chacon · Portoryko                                              | KO 2         |
| 6 lutego 1999        | Carousel Hotel & Casino Temba, RPA                      | IBF         | Vuyani Bungu · Południowa Afryka                                      | Victor Llerena · Kolumbia                                             | TKO 7        |
| 15 grudnia 1998      | Village Green Durban, RPA                               | IBO         | Simon Ramoni · Południowa Afryka                                      | Michael Alldis · Wielka Brytania                                      | TKO 2        |
| 12 grudnia 1998      | Fantasy Springs Casino Indio, USA                       | WBA         | Nestor Garza · Meksyk                                                 | Enrique Sanchez · Meksyk                                              | UD 12        |
| 31 października 1998 | Convention Center Atlantic City, USA                    | IBF         | Vuyani Bungu · Południowa Afryka                                      | Danny Romero · Stany Zjednoczone                                      | MD 12        |
| 31 października 1998 | Convention Center Atlantic City, USA                    | WBO         | Marco Antonio Barrera · Meksyk                                        | Richie Wenton · Wielka Brytania                                       | TKO 4        |
| 3 października 1998  | Caracas, Wenezuela                                      | WBA         | Carlos Barreto · Wenezuela                                            | Hector Acero-Sanchez · Portoryko                                      | UD 12        |
| 12 września 1998     | Plaza de Toros Tijuana, Meksyk                          | WBC         | Erik Morales · Meksyk                                                 | Junior Jones · Stany Zjednoczone                                      | TKO 4        |
| 8 sierpnia 1998      | The Spa Scarborough, Wielka Brytania                    | IBO         | Simon Ramoni · Południowa Afryka                                      | Patrick Mullings · Wielka Brytania                                    | SD 12        |
| 16 maja 1998         | Carousel Hotel & Casino Temba, RPA                      | IBF         | Vuyani Bungu · Południowa Afryka                                      | Ernesto Grey · Kolumbia                                               | SD 12        |
| 16 maja 1998         | Fantasy Springs Casino Indio, USA                       | WBC         | Erik Morales · Meksyk                                                 | Jose Luis Bueno · Meksyk                                              | KO 2         |
| 3 kwietnia 1998      | Tijuana, Meksyk                                         | WBC         | Erik Morales · Meksyk                                                 | Remigio Daniel Molina · Argentyna                                     | TKO 6        |
| 28 marca 1998        | K.C. Sports Arena Cottingham, Wielka Brytania           | IBO         | Patrick Mullings · Wielka Brytania                                    | Martin Krastev · Bułgaria                                             | TKO 3        |
| 8 lutego 1998        | Harrah's Casino Lake Charles, USA                       | WBA         | Enrique Sanchez · Meksyk                                              | Rafael Del Valle · Portoryko                                          | UD 12        |
| 19 grudnia 1997      | Madison Square Garden Nowy Jork, USA                    | WBO         | Kennedy McKinney · Stany Zjednoczone                                  | Junior Jones · Stany Zjednoczone                                      | TKO 4        |
| 12 grudnia 1997      | Auditorio Municipal Tijuana, Meksyk                     | WBC         | Erik Morales · Meksyk                                                 | John Lowey · Wielka Brytania                                          | TKO 7        |
| 15 listopada 1997    | Carousel Hotel & Casino Temba, RPA                      | IBF         | Vuyani Bungu · Południowa Afryka                                      | Arnel Barotillo · Australia                                           | UD 12        |
| 27 września 1997     | Gymnasio Jose Beracasa Caracas, Wenezuela               | WBA         | Antonio Cermeno · Wenezuela                                           | Jose Rojas · Wenezuela                                                | UD 12        |
| 6 września 1997      | County Coliseum El Paso, USA                            | WBC         | Erik Morales · Meksyk                                                 | Daniel Zaragoza · Meksyk                                              | KO 11        |
| 16 sierpnia 1997     | Carousel Hotel & Casino Temba, RPA                      | IBF         | Vuyani Bungu · Południowa Afryka                                      | Enrique Jupiter · Meksyk                                              | UD 12        |
| 26 lipca 1997        | Arena Yokohama, Japonia                                 | WBA         | Antonio Cermeno · Wenezuela                                           | Yuichi Kasai · Japonia                                                | KO 12        |
| 10 maja 1997         | Convention Center Coconut Grove, USA                    | WBA         | Antonio Cermeno · Wenezuela                                           | Angel Chacon · Portoryko                                              | UD 12        |
| 18 kwietnia 1997     | Hilton Hotel Las Vegas, USA                             | WBO         | Junior Jones · Stany Zjednoczone                                      | Marco Antonio Barrera · Meksyk                                        | UD 12        |
| 14 kwietnia 1997     | Prefectural Gymnasium Osaka, Japonia                    | WBC         | Daniel Zaragoza · Meksyk                                              | Joichiro Tatsuyoshi · Japonia                                         | UD 12        |
| 5 kwietnia 1997      | Carousel Hotel & Casino Temba, RPA                      | IBF         | Vuyani Bungu · Południowa Afryka                                      | Kennedy McKinney · Stany Zjednoczone                                  | SD 12        |
| 11 stycznia 1997     | Hynes Convention Center Boston, USA                     | WBC         | Daniel Zaragoza · Meksyk                                              | Wayne McCullough · Stany Zjednoczone                                  | SD 12        |
| 21 grudnia 1996      | The Aladdin Las Vegas, USA                              | WBA         | Antonio Cermeno · Wenezuela                                           | Yuichi Kasai · Japonia                                                | UD 12        |
| 22 listopada 1996    | Ice Palace Tampa, USA                                   | WBO         | Junior Jones · Stany Zjednoczone                                      | Marco Antonio Barrera · Meksyk                                        | DQ 5         |
| 9 listopada 1996     | MGM Grand Las Vegas, USA                                | WBA         | Antonio Cermeno · Wenezuela                                           | Eddy Saenz · Nikaragua                                                | TKO 5        |
| 14 września 1996     | Great Western Forum Inglewood, USA                      | WBO         | Marco Antonio Barrera · Meksyk                                        | Jesse Magana · Stany Zjednoczone                                      | TKO 10       |
| 20 sierpnia 1996     | Carousel Hotel & Casino Temba, RPA                      | IBF         | Vuyani Bungu · Południowa Afryka                                      | Jesus Salud · Stany Zjednoczone                                       | UD 12        |
| 20 lipca 1996        | Prefectural Gymnasium Osaka, Japonia                    | WBC         | Daniel Zaragoza · Meksyk                                              | Tsuyoshi Harada · Japonia                                             | TKO 7        |
| 14 lipca 1996        | Mammoth Gardens Denver, USA                             | WBO         | Marco Antonio Barrera · Meksyk                                        | Orlando Fernandez · Portoryko                                         | TKO 7        |
| 21 maja 1996         | Circus Kijów, Ukraina                                   | IBO         | Serhiy Devakov · Ukraina                                              | Luis Antonio Guzman · Dominikana                                      | TKO 9        |
| 4 maja 1996          | Arrowhead Pond Anaheim, USA                             | WBO         | Marco Antonio Barrera · Meksyk                                        | Jesse Benavides · Stany Zjednoczone                                   | KO 3         |
| 15 kwietnia 1996     | Carousel Hotel & Casino Temba, RPA                      | IBF         | Vuyani Bungu · Południowa Afryka                                      | Pablo Osuna · Kolumbia                                                | KO 2         |
| 23 marca 1996        | Miami Arena Miami, USA                                  | WBA         | Antonio Cermeno · Wenezuela                                           | Yober Ortega · Wenezuela                                              | UD 12        |
| 3 marca 1996         | Arena Yokohama, Japonia                                 | WBC         | Daniel Zaragoza · Meksyk                                              | Joichiro Tatsuyoshi · Japonia                                         | TKO 11       |
| 3 lutego 1996        | Great Western Forum Inglewood, USA                      | WBO         | Marco Antonio Barrera · Meksyk                                        | Kennedy McKinney · Stany Zjednoczone                                  | TKO 12       |
| 23 stycznia 1996     | Grand Casino Biloxi, USA                                | IBF         | Vuyani Bungu · Południowa Afryka                                      | Johnny Lewus · Stany Zjednoczone                                      | UD 12        |
| 26 listopada 1995    | Coliseo El Limon Maracay, Wenezuela                     | WBA         | Antonio Cermeno · Wenezuela                                           | Jesus Salud · Stany Zjednoczone                                       | UD 12        |
| 6 listopada 1995     | Great Western Forum Inglewood, USA                      | WBC         | Daniel Zaragoza · Meksyk                                              | Hector Acero-Sanchez · Dominikana                                     | SD 12        |
| 4 listopada 1995     | Caesars Palace Las Vegas, USA                           | WBO         | Marco Antonio Barrera · Meksyk                                        | Eddie Croft · Stany Zjednoczone                                       | TKO 7        |
| 26 września 1995     | Carousel Hotel & Casino Temba, RPA                      | IBF         | Vuyani Bungu · Południowa Afryka                                      | Laureano Ramirez · Dominikana                                         | UD 12        |
| 22 sierpnia 1995     | Civic Center South Padre Island, USA                    | WBO         | Marco Antonio Barrera · Meksyk                                        | Agapito Sanchez · Dominikana                                          | UD 12        |
| 15 lipca 1995        | Great Western Forum Inglewood, USA                      | WBO         | Marco Antonio Barrera · Meksyk                                        | Maui Diaz · Meksyk                                                    | TKO 1        |
| 2 czerwca 1995       | Foxwoods Resort Mashantucket, USA                       | WBC         | Hector Acero-Sanchez Dominikana - · Daniel Zaragoza Meksyk ·          | Hector Acero-Sanchez Dominikana - · Daniel Zaragoza Meksyk ·          | PTS 12 remis |
| 2 czerwca 1995       | Foxwoods Resort Mashantucket, USA                       | WBO         | Marco Antonio Barrera · Meksyk                                        | Frankie Toledo · Stany Zjednoczone                                    | TKO 2        |
| 13 maja 1995         | Coliseo Ruben Rodriguez Bayamon, Portoryko              | WBA         | Antonio Cermeno · Wenezuela                                           | Wilfredo Vazquez · Portoryko                                          | UD 12        |
| 29 kwietnia 1995     | FNB Stadium Johannesburg, RPA                           | IBF         | Vuyani Bungu · Południowa Afryka                                      | Victor Llerena · Kolumbia                                             | UD 12        |
| 20 kwietnia 1995     | Bismarck Hotel Chicago, USA                             | IBO         | John Lowey · Wielka Brytania                                          | Juan Camero · Meksyk                                                  | TKO 5        |
| 31 marca 1995        | Arrowhead Pond Anaheim, USA                             | WBO         | Marco Antonio Barrera · Meksyk                                        | Daniel Jimenez · Portoryko                                            | UD 12        |
| 11 marca 1995        | Ballys Park Place Hotel Casino Atlantic City, USA       | WBC         | Hector Acero-Sanchez · Dominikana                                     | Julio Gervacio · Dominikana                                           | UD 12        |
| 4 marca 1995         | Carousel Hotel & Casino Temba, RPA                      | IBF         | Vuyani Bungu · Południowa Afryka                                      | Mohammad Nurhuda · Indie                                              | UD 12        |
| 7 stycznia 1995      | Freeman Coliseum San Antonio, USA                       | WBA         | Wilfredo Vazquez · Portoryko                                          | Orlando Canizales · Stany Zjednoczone                                 | SD 12        |
| 19 listopada 1994    | Carousel Hotel & Casino Temba, RPA                      | IBF         | Vuyani Bungu · Południowa Afryka                                      | Felix Camacho · Portoryko                                             | UD 12        |
| 13 października 1994 | Palais Marcel Cerdan Levallois-Perret, Francja          | WBA         | Wilfredo Vazquez · Portoryko                                          | Juan Polo Perez · Kolumbia                                            | UD 12        |
| 3 września 1994      | Domplatz Wiener Neustadt, Austria                       | WBO         | Daniel Jimenez · Portoryko                                            | Harald Geier · Austria                                                | KO 1         |
| 26 sierpnia 1994     | Ballys Park Place Hotel Casino Atlantic City, USA       | WBC         | Hector Acero-Sanchez · Dominikana                                     | Tracy Harris Patterson · Stany Zjednoczone                            | SD 12        |
| 20 sierpnia 1994     | Carousel Hotel & Casino Temba, RPA                      | IBF         | Vuyani Bungu · Południowa Afryka                                      | Kennedy McKinney · Stany Zjednoczone                                  | UD 12        |
| 2 lipca 1994         | Mirage Hotel & Casino Las Vegas, USA                    | WBA         | Wilfredo Vazquez · Portoryko                                          | Choi Jae-won · Korea Południowa                                       | TKO 2        |
| 25 czerwca 1994      | Plaza De Toros Utrera, Hiszpania                        | WBO         | Daniel Jimenez · Portoryko                                            | Cristobal Pascual · Hiszpania                                         | UD 12        |
| 16 kwietnia 1994     | Convention Center South Padre Island, USA               | IBF         | Kennedy McKinney · Stany Zjednoczone                                  | Welcome Ncita · Południowa Afryka                                     | MD 12        |
| 9 kwietnia 1994      | Hilton Hotel Reno, USA                                  | WBC         | Tracy Harris Patterson · Stany Zjednoczone                            | Richard Duran · Stany Zjednoczone                                     | UD 12        |
| 2 marca 1994         | Metropolitan Gym Tokio, Japonia                         | WBA         | Wilfredo Vazquez · Portoryko                                          | Yuichi Kasai · Japonia                                                | TKO 1        |
| 19 lutego 1994       | Carousel Hotel & Casino Temba, RPA                      | IBF         | Kennedy McKinney · Stany Zjednoczone                                  | Jose Rincones · Wenezuela                                             | TKO 5        |
| 7 stycznia 1994      | Casino de Mallorca Palma de Mallorca, Hiszpania         | WBO         | Daniel Jimenez · Portoryko                                            | Felix Garcia Losada · Hiszpania                                       | UD 12        |
| 18 listopada 1993    | Korakuen Hall Tokio, Japonia                            | WBA         | Wilfredo Vazquez · Portoryko                                          | Hiroaki Yokota · Japonia                                              | UD 12        |
| 29 października 1993 | Pabelleon Zaragoza, Hiszpania                           | WBO         | Daniel Jimenez · Portoryko                                            | Felix Garcia Losada · Hiszpania                                       | TKO 5        |
| 16 października 1993 | Caesars Tahoe Stateline, USA                            | IBF         | Kennedy McKinney · Stany Zjednoczone                                  | Jesus Salud · Stany Zjednoczone                                       | UD 12        |
| 25 września 1993     | Mid-Hudson Civic Center Poughkeepsie, USA               | WBC         | Tracy Harris Patterson · Stany Zjednoczone                            | Daniel Zaragoza · Meksyk                                              | TKO 7        |
| 17 lipca 1993        | The Pyramid Memphis, USA                                | IBF         | Kennedy McKinney · Stany Zjednoczone                                  | Rudy Zavala · Stany Zjednoczone                                       | TKO 3        |
| 24 czerwca 1993      | Velodrome du Lac Bordeaux, Francja                      | WBA         | Wilfredo Vazquez · Portoryko                                          | Thierry Jacob · Francja                                               | KO 10        |
| 9 czerwca 1993       | Lewisham Theatre Lewisham, Wielka Brytania              | WBO         | Daniel Jimenez · Portoryko                                            | Duke McKenzie · Wielka Brytania                                       | MD 12        |
| 17 kwietnia 1993     | Arco Arena Sacramento, USA                              | IBF         | Kennedy McKinney · Stany Zjednoczone                                  | Richard Duran · Stany Zjednoczone                                     | UD 12        |
| 13 marca 1993        | McCann Recreation Center Poughkeepsie, USA              | WBC         | Tracy Harris Patterson · Stany Zjednoczone                            | Jesse Benavides · Stany Zjednoczone                                   | UD 12        |
| 6 marca 1993         | Palais Marcel Cerdan Levallois-Perret, Francja          | WBA         | Wilfredo Vazquez · Portoryko                                          | Luis Mendoza · Kolumbia                                               | UD 12        |
| 5 grudnia 1992       | Palais des Sports Berck-sur-Mer, Francja                | WBA         | Wilfredo Vazquez · Portoryko                                          | Thierry Jacob · Francja                                               | TKO 8        |
| 5 grudnia 1992       | Palais des Sports Berck-sur-Mer, Francja                | WBC         | Tracy Harris Patterson Stany Zjednoczone - · Daniel Zaragoza Meksyk · | Tracy Harris Patterson Stany Zjednoczone - · Daniel Zaragoza Meksyk · | PTS 12 remis |
| 2 grudnia 1992       | Teatro Tenda Tortoli, Włochy                            | IBF         | Kennedy McKinney · Stany Zjednoczone                                  | Welcome Ncita · Południowa Afryka                                     | KO 11        |
| 15 października 1992 | Lewisham Theatre Lewisham, Wielka Brytania              | WBO         | Duke McKenzie · Wielka Brytania                                       | Jesse Benavides · Stany Zjednoczone                                   | UD 12        |
| 27 czerwca 1992      | Palazzetto dello Sport Gorle, Włochy                    | WBA         | Wilfredo Vazquez · Portoryko                                          | Freddy Cruz · Dominikana                                              | MD 12        |
| 23 czerwca 1992      | Knickerbocker Arena Albany, USA                         | WBC         | Tracy Harris Patterson · Stany Zjednoczone                            | Thierry Jacob · Francja                                               | TKO 2        |
| 18 kwietnia 1992     | Palazzetto dello Sport Treviolo, Włochy                 | IBF         | Welcome Ncita · Południowa Afryka                                     | Jesus Salud · Stany Zjednoczone                                       | UD 12        |
| 27 marca 1992        | Palacio de Deport Meksyk, Meksyk                        | WBA         | Wilfredo Vazquez · Portoryko                                          | Raul Perez · Meksyk                                                   | TKO 3        |
| 20 marca 1992        | Knickerbocker Arena Albany, USA                         | WBC         | Thierry Jacob · Francja                                               | Daniel Zaragoza · Meksyk                                              | UD 12        |
| 9 grudnia 1991       | Great Western Forum Inglewood, USA                      | WBC         | Daniel Zaragoza · Meksyk                                              | Paul Banke · Stany Zjednoczone                                        | UD 12        |
| 7 października 1991  | Great Western Forum Inglewood, USA                      | WBA         | Raul Perez · Meksyk                                                   | Luis Mendoza · Kolumbia                                               | SD 12        |
| 28 września 1991     | Superbowl Sun City, RPA                                 | IBF         | Welcome Ncita · Południowa Afryka                                     | Bebis Rojas · Kolumbia                                                | SD 12        |
| 30 sierpnia 1991     | Memorial Coliseum Corpus Christi, USA                   | WBO         | Jesse Benavides · Stany Zjednoczone                                   | Fernando Ramos · Meksyk                                               | TKO 5        |
| 24 sierpnia 1991     | Daehan Life Insurance Bldg Seul, Korea Południowa       | WBC         | Daniel Zaragoza · Meksyk                                              | Chun Huh · Korea Południowa                                           | UD 12        |
| 15 czerwca 1991      | HemisFair Arena San Antonio, USA                        | IBF         | Welcome Ncita · Południowa Afryka                                     | Hurley Snead · Stany Zjednoczone                                      | UD 12        |
| 14 czerwca 1991      | Rainbow Hall Nagoya, Japonia                            | WBC         | Daniel Zaragoza · Meksyk                                              | Kiyoshi Hatanaka · Japonia                                            | SD 12        |
| 30 maja 1991         | Sports Palace Madryt, Hiszpania                         | WBA         | Luis Mendoza · Kolumbia                                               | Joao Cardoso · Brazylia                                               | KO 7         |
| 24 maja 1991         | Memorial Coliseum Corpus Christi, USA                   | WBO         | Jesse Benavides · Stany Zjednoczone                                   | Orlando Fernandez · Portoryko                                         | UD 12        |
| 20 kwietnia 1991     | Plaza de Toros Indias Cartagena, Kolumbia               | WBA         | Luis Mendoza · Kolumbia                                               | Carlos Uribe · Chile                                                  | UD 12        |
| 27 lutego 1991       | Grand Casino Saint Vincent d'Aoste, Włochy              | IBF         | Welcome Ncita · Południowa Afryka                                     | Bebis Rojas · Kolumbia                                                | SD 12        |
| 3 lutego 1991        | Rainbow Hall Nagoya, Japonia                            | WBC         | Kiyoshi Hatanaka · Japonia                                            | Pedro Ruben Decima · Argentyna                                        | TKO 8        |
| 20 stycznia 1991     | Panthit Plaza Bangkok, Tajlandia                        | WBA         | Luis Mendoza · Kolumbia                                               | Noree Jockygym · Tajlandia                                            | TKO 8        |
| 11 listopada 1990    | Great Western Forum Inglewood, USA                      | WBC         | Pedro Ruben Decima · Argentyna                                        | Paul Banke · Stany Zjednoczone                                        | TKO 4        |
| 18 października 1990 | Palais Omnisports Paris Bercy Paryż, Francja            | WBA         | Luis Mendoza · Kolumbia                                               | Fabrice Benichou · Francja                                            | SD 12        |
| 29 września 1990     | Pallazzo del Ghiacchio Aosta, Włochy                    | IBF         | Welcome Ncita · Południowa Afryka                                     | Gerardo Lopez · Panama                                                | KO 8         |
| 11 września 1990     | Jai Alai Fronton Miami, USA                             | WBA         | Luis Mendoza · Kolumbia                                               | Ruben Dario Palacios · Kolumbia                                       | TKO 3        |
| 18 sierpnia 1990     | Civil Gymnasium Incheon, Korea Południowa               | WBC         | Paul Banke · Stany Zjednoczone                                        | Lee Ki-jun · Korea Południowa                                         | TKO 12       |
| 2 czerwca 1990       | Roman Regatta Club Rzym, Włochy                         | IBF         | Welcome Ncita · Południowa Afryka                                     | Ramon Cruz · Portoryko                                                | TKO 7        |
| 25 maja 1990         | Plaza de Toros Indias Cartagena, Kolumbia               | WBA         | Luis Mendoza Kolumbia - · Ruben Dario Palacios Kolumbia ·             | Luis Mendoza Kolumbia - · Ruben Dario Palacios Kolumbia ·             | PTS 12 remis |
| 12 maja 1990         | Sassari Arena Sassari, Włochy                           | WBO         | Orlando Fernandez · Portoryko                                         | Valerio Nati · Włochy                                                 | TKO 10       |
| 23 kwietnia 1990     | Great Western Forum Inglewood, USA                      | WBC         | Paul Banke · Stany Zjednoczone                                        | Daniel Zaragoza · Meksyk                                              | TKO 9        |
| 10 marca 1990        | Hilton Hotel Tel Aviv, Izrael                           | IBF         | Welcome Ncita · Południowa Afryka                                     | Fabrice Benichou · Francja                                            | UD 12        |

## 1980-1989
| data                 | miejsce                                             | organizacja | zwycięzca                                                  | pokonany                                                   | wynik        |
| -------------------- | --------------------------------------------------- | ----------- | ---------------------------------------------------------- | ---------------------------------------------------------- | ------------ |
| 11 grudnia 1989      | Great Western Forum Inglewood, USA                  | WBA         | Jesus Salud · Stany Zjednoczone                            | Juan Jose Estrada · Meksyk                                 | DQ 9         |
| 9 grudnia 1989       | Teramo, Włochy                                      | WBO         | Valerio Nati · Włochy                                      | Kenny Mitchell · Stany Zjednoczone                         | DQ 4         |
| 3 grudnia 1989       | Sunin Gymnasium Incheon, Korea Południowa           | WBC         | Daniel Zaragoza · Meksyk                                   | Park Chan-young · Korea Południowa                         | SD 12        |
| 7 października 1989  | Bordeaux, Francja                                   | IBF         | Fabrice Benichou · Francja                                 | Ramon Cruz · Portoryko                                     | UD 12        |
| 9 września 1989      | Roberto Clemente Coliseum San Juan, Portoryko       | WBO         | Kenny Mitchell · Stany Zjednoczone                         | Simon Skosana · Południowa Afryka                          | UD 12        |
| 31 sierpnia 1989     | Great Western Forum Inglewood, USA                  | WBC         | Daniel Zaragoza · Meksyk                                   | Frankie Duarte · Stany Zjednoczone                         | TKO 10       |
| 10 lipca 1989        | Auditorio Municipal Tijuana, Meksyk                 | WBA         | Juan Jose Estrada · Meksyk                                 | Luis Mendoza · Kolumbia                                    | UD 12        |
| 22 czerwca 1989      | Great Western Forum Inglewood, USA                  | WBC         | Daniel Zaragoza · Meksyk                                   | Paul Banke · Stany Zjednoczone                             | SD 12        |
| 10 czerwca 1989      | Palazzo Dello Sport Frosinone, Włochy               | IBF         | Fabrice Benichou · Francja                                 | Fransie Badenhorst · Południowa Afryka                     | TKO 5        |
| 29 kwietnia 1989     | San Juan, Portoryko                                 | WBO         | Kenny Mitchell · Stany Zjednoczone                         | Julio Gervacio · Dominikana                                | UD 12        |
| 4 kwietnia 1989      | Great Western Forum Inglewood, USA                  | WBA         | Juan Jose Estrada · Meksyk                                 | Jesus Poll · Wenezuela                                     | KO 10        |
| 10 marca 1989        | Palais des Sports Beaublanc Limoges, Francja        | IBF         | Fabrice Benichou · Francja                                 | Jose Sanabria · Wenezuela                                  | SD 12        |
| 11 listopada 1988    | La Salle du Sportica Gravelines, Francja            | IBF         | Jose Sanabria · Wenezuela                                  | Thierry Jacob · Francja                                    | TKO 6        |
| 6 listopada 1988     | Palazzo dello sport Forli, Włochy                   | WBC         | Daniel Zaragoza · Meksyk                                   | Valerio Nati · Włochy                                      | KO 5         |
| 16 października 1988 | City Gymnasium Moriguchi, Japonia                   | WBA         | Juan Jose Estrada · Meksyk                                 | Takuya Muguruma · Japonia                                  | TKO 11       |
| 26 września 1988     | Palais des Sports Nogent-le-Phaye, Francja          | IBF         | Jose Sanabria · Wenezuela                                  | Fabrice Benichou · Francja                                 | TKO 10       |
| 21 sierpnia 1988     | Capo d'Orlando, Włochy                              | IBF         | Jose Sanabria · Wenezuela                                  | Vincenzo Belcastro · Włochy                                | SD 12        |
| 29 maja 1988         | Hongkuk Gymnasium Yeosu, Korea Południowa           | WBC         | Daniel Zaragoza Meksyk - Lee Seung-hoon Korea Południowa · | Daniel Zaragoza Meksyk - Lee Seung-hoon Korea Południowa · | PTS 12 remis |
| 28 maja 1988         | Plaza de Toros Tijuana, Meksyk                      | WBA         | Juan Jose Estrada · Meksyk                                 | Bernardo Pinango · Wenezuela                               | SD 12        |
| 21 maja 1988         | Vincente Diaz Romero Coliseum Bucaramanga, Kolumbia | IBF         | Jose Sanabria · Wenezuela                                  | Moises Fuentes Rocha · Kolumbia                            | TKO 6        |
| 29 lutego 1988       | Great Western Forum Inglewood, USA                  | WBC         | Daniel Zaragoza · Meksyk                                   | Carlos Zárate · Meksyk                                     | TKO 10       |
| 27 lutego 1988       | Roberto Clemente Coliseum San Juan, Portoryko       | WBA         | Bernardo Pinango · Wenezuela                               | Julio Gervacio · Dominikana                                | SD 12        |
| 27 grudnia 1987      | Indoor Gymnasium Pohang, Korea Południowa           | IBF         | Lee Seung-hoon · Korea Południowa                          | Jose Sanabria · Wenezuela                                  | SD 15        |
| 28 listopada 1987    | Roberto Clemente Coliseum San Juan, Portoryko       | WBA         | Julio Gervacio · Dominikana                                | Louie Espinoza · Stany Zjednoczone                         | UD 12        |
| 16 października 1987 | Hordern Pavilion Sydney, Australia                  | WBC         | Jeff Fenech · Australia                                    | Carlos Zárate · Meksyk                                     | TD 4         |
| 15 sierpnia 1987     | Freeman Coliseum San Antonio, USA                   | WBA         | Louie Espinoza · Stany Zjednoczone                         | Mike Ayala · Stany Zjednoczone                             | TKO 9        |
| 19 lipca 1987        | Indoor Gymnasium Pohang, Korea Południowa           | IBF         | Lee Seung-hoon · Korea Południowa                          | Leon Collins · Filipiny                                    | TKO 5        |
| 15 lipca 1987        | Veteran's Memorial Coliseum Phoenix, USA            | WBA         | Louie Espinoza · Stany Zjednoczone                         | Manuel Vilchez · Wenezuela                                 | TKO 15       |
| 10 lipca 1987        | Entertainment Centre Sydney, Australia              | WBC         | Jeff Fenech · Australia                                    | Greg Richardson · Stany Zjednoczone                        | KO 5         |
| 8 maja 1987          | Entertainment Centre Sydney, Australia              | WBC         | Jeff Fenech · Australia                                    | Samart Payakaroon · Tajlandia                              | KO 4         |
| 5 kwietnia 1987      | Palpal Gymnasium Seul, Korea Południowa             | IBF         | Lee Seung-hoon · Korea Południowa                          | Jorge Urbina Diaz · Stany Zjednoczone                      | KO 10        |
| 18 stycznia 1987     | Indoor Gymnasium Pohang, Korea Południowa           | IBF         | Lee Seung-hoon · Korea Południowa                          | Prayurasak Muangsurin · Tajlandia                          | TKO 9        |
| 16 stycznia 1987     | Veteran's Memorial Coliseum Phoenix, USA            | WBA         | Louie Espinoza · Stany Zjednoczone                         | Tommy Valoy · Dominikana                                   | TKO 4        |
| 10 grudnia 1986      | Hua Mark Indoor Stadium Bangkok, Tajlandia          | WBC         | Samart Payakaroon · Tajlandia                              | Juan Meza · Meksyk                                         | TKO 12       |
| 1 czerwca 1986       | Indoor Gymnasium Incheon, Korea Południowa          | IBF         | Kim Ji-won · Korea Południowa                              | Rudy Casicas · Filipiny                                    | TKO 2        |
| 18 stycznia 1986     | Hua Mark Indoor Stadium Bangkok, Tajlandia          | WBC         | Samart Payakaroon · Tajlandia                              | Lupe Pintor · Meksyk                                       | KO 5         |
| 8 listopada 1985     | Palazzetto dello Sport Rimini, Włochy               | WBA         | Victor Callejas · Portoryko                                | Loris Stecca · Włochy                                      | TKO 6        |
| 9 października 1985  | Seul, Korea Południowa                              | IBF         | Kim Ji-won · Korea Południowa                              | Suh Sung-in · Korea Południowa                             | KO 1         |
| 18 sierpnia 1985     | Meksyk, Meksyk                                      | WBC         | Lupe Pintor · Meksyk                                       | Juan Meza · Meksyk                                         | UD 12        |
| 28 czerwca 1985      | Kudok Gymnasium Busan, Korea Południowa             | IBF         | Kim Ji-won · Korea Południowa                              | Bobby Berna · Filipiny                                     | KO 4         |
| 19 kwietnia 1985     | Great Western Forum Inglewood, USA                  | WBC         | Juan Meza · Meksyk                                         | Mike Ayala · Stany Zjednoczone                             | TKO 6        |
| 30 marca 1985        | Indoor Gymnasium Suwon, Korea Południowa            | IBF         | Kim Ji-won · Korea Południowa                              | Ruben Dario Palacios · Kolumbia                            | UD 15        |
| 2 lutego 1985        | Roberto Clemente Coliseum Hato Rey, Portoryko       | WBA         | Victor Callejas · Portoryko                                | Lee Seung-hoon · Korea Południowa                          | UD 15        |
| 3 stycznia 1985      | Munhwa Gymnasium Seul, Korea Południowa             | IBF         | Kim Ji-won · Korea Południowa                              | Suh Sung-in · Korea Południowa                             | KO 10        |
| 3 listopada 1984     | Midtown Neighborhood Center Kingston, USA           | WBC         | Juan Meza · Meksyk                                         | Jaime Garza · Stany Zjednoczone                            | KO 1         |
| 8 lipca 1984         | Seul, Korea Południowa                              | IBF         | Suh Sung-in · Korea Południowa                             | Cleo Garcia · Nikaragua                                    | KO 4         |
| 26 maja 1984         | Mets Pavillion Guaynabo, Portoryko                  | WBA         | Victor Callejas · Portoryko                                | Loris Stecca · Włochy                                      | TKO 8        |
| 26 maja 1984         | Miami Beach, USA                                    | WBC         | Jaime Garza · Stany Zjednoczone                            | Felipe Orozco · Kolumbia                                   | KO 3         |
| 15 kwietnia 1984     | Seul, Korea Południowa                              | IBF         | Suh Sung-in · Korea Południowa                             | Bobby Berna · Filipiny                                     | TKO 10       |
| 22 lutego 1984       | Mediolan, Włochy                                    | WBA         | Loris Stecca · Włochy                                      | Leonardo Cruz · Dominikana                                 | RTD 12       |
| 4 grudnia 1983       | Seul, Korea Południowa                              | IBF         | Bobby Berna · Filipiny                                     | Suh Sung-in · Korea Południowa                             | TKO 9        |
| 26 sierpnia 1983     | Estadio Quisqueya Santo Domingo, Dominikana         | WBA         | Leonardo Cruz · Dominikana                                 | Cleo Garcia · Nikaragua                                    | UD 15        |
| 15 czerwca 1983      | Olympic Auditorium Los Angeles, USA                 | WBC         | Jaime Garza · Stany Zjednoczone                            | Bobby Berna · Filipiny                                     | TKO 2        |
| 16 marca 1983        | Roberto Clemente Coliseum San Juan, Portoryko       | WBA         | Leonardo Cruz · Dominikana                                 | Chung Soon-hyun · Korea Południowa                         | UD 15        |
| 3 grudnia 1982       | Superdome Nowy Orlean, USA                          | WBC         | Wilfredo Gómez · Portoryko                                 | Lupe Pintor · Meksyk                                       | TKO 14       |
| 13 listopada 1982    | Hiram Bithorn Stadium San Juan, Portoryko           | WBA         | Leonardo Cruz · Dominikana                                 | Benito Badilla · Chile                                     | KO 8         |
| 18 sierpnia 1982     | Hiram Bithorn Stadium San Juan, Portoryko           | WBC         | Wilfredo Gómez · Portoryko                                 | Roberto Rubaldino · Meksyk                                 | TKO 14       |
| 12 czerwca 1982      | Convention Center Miami Beach, USA                  | WBA         | Leonardo Cruz · Dominikana                                 | Sergio Victor Palma · Argentyna                            | UD 15        |
| 11 czerwca 1982      | Caesars Palace Las Vegas, USA                       | WBC         | Wilfredo Gómez · Portoryko                                 | Juan Antonio Lopez · Meksyk                                | TKO 10       |
| 27 marca 1982        | Playboy Hotel & Casino Atlantic City, USA           | WBC         | Wilfredo Gómez · Portoryko                                 | Juan Meza · Meksyk                                         | TKO 6        |
| 15 stycznia 1982     | Estadio Chateau Carreras Cordoba, Argentyna         | WBA         | Sergio Victor Palma · Argentyna                            | Jorge Lujan · Panama                                       | UD 15        |
| 3 października 1981  | Estadio Luna Park Buenos Aires, Argentyna           | WBA         | Sergio Victor Palma · Argentyna                            | Vichit Muangroi-et · Tajlandia                             | UD 15        |
| 15 sierpnia 1981     | Estadio Luna Park Buenos Aires, Argentyna           | WBA         | Sergio Victor Palma · Argentyna                            | Leonardo Cruz · Dominikana                                 | TKO 12       |
| 4 kwietnia 1981      | Estadio Luna Park Buenos Aires, Argentyna           | WBA         | Sergio Victor Palma · Argentyna                            | Leonardo Cruz · Dominikana                                 | UD 15        |
| 13 grudnia 1980      | Jai Alai Fronton Miami, USA                         | WBC         | Wilfredo Gómez · Portoryko                                 | Jose Cervantes · Kolumbia                                  | KO 3         |
| 8 listopada 1980     | Estadio Luna Park Buenos Aires, Argentyna           | WBA         | Sergio Victor Palma · Argentyna                            | Ulises Morales · Panama                                    | TKO 9        |
| 22 sierpnia 1980     | Caesars Palace Las Vegas, USA                       | WBC         | Wilfredo Gómez · Portoryko                                 | Derrik Holmes · Stany Zjednoczone                          | TKO 5        |
| 9 sierpnia 1980      | Coliseum Spokane, USA                               | WBA         | Sergio Victor Palma · Argentyna                            | Leo Randolph · Stany Zjednoczone                           | TKO 5        |
| 4 maja 1980          | Seattle Center Coliseum Seattle, USA                | WBA         | Leo Randolph · Stany Zjednoczone                           | Ricardo Cardona · Kolumbia                                 | TKO 15       |
| 3 lutego 1980        | Caesars Palace Las Vegas, USA                       | WBC         | Wilfredo Gómez · Portoryko                                 | Ruben Valdez · Kolumbia                                    | TKO 6        |

## 1976-1979
| data                 | miejsce                                         | organizacja | zwycięzca                        | pokonany                           | wynik  |
| -------------------- | ----------------------------------------------- | ----------- | -------------------------------- | ---------------------------------- | ------ |
| 15 grudnia 1979      | Barranquilla, Kolumbia                          | WBA         | Ricardo Cardona · Kolumbia       | Sergio Victor Palma · Argentyna    | UD 15  |
| 26 października 1979 | Madison Square Garden Nowy Jork, USA            | WBC         | Wilfredo Gómez · Portoryko       | Nicky Perez · Stany Zjednoczone    | TKO 5  |
| 28 września 1979     | Caesars Palace Las Vegas, USA                   | WBC         | Wilfredo Gómez · Portoryko       | Carlos Mendoza · Panama            | TKO 10 |
| 6 września 1979      | City Gymnasium Hachinohe, Japonia               | WBA         | Ricardo Cardona · Kolumbia       | Yukio Segawa · Japonia             | UD 15  |
| 23 czerwca 1979      | Changchung Gymnasium Seul, Korea Południowa     | WBA         | Ricardo Cardona · Kolumbia       | Chung Soon-hyun · Korea Południowa | UD 15  |
| 16 czerwca 1979      | Roberto Clemente Coliseum Hato Rey, Portoryko   | WBC         | Wilfredo Gómez · Portoryko       | Julio Hernandez · Nikaragua        | TKO 5  |
| 9 marca 1979         | Madison Square Garden Nowy Jork, USA            | WBC         | Wilfredo Gómez · Portoryko       | Nestor Jimenez · Kolumbia          | TKO 5  |
| 12 listopada 1978    | Seul, Korea Południowa                          | WBA         | Ricardo Cardona · Kolumbia       | Chung Soon-hyun · Korea Południowa | SD 15  |
| 28 października 1978 | Roberto Clemente Coliseum Hato Rey, Portoryko   | WBC         | Wilfredo Gómez · Portoryko       | Carlos Zárate · Meksyk             | TKO 5  |
| 9 września 1978      | Hiram Bithorn Stadium San Juan, Portoryko       | WBC         | Wilfredo Gómez · Portoryko       | Leonardo Cruz · Dominikana         | TKO 13 |
| 2 września 1978      | Cartagena, Kolumbia                             | WBA         | Ricardo Cardona · Kolumbia       | Ruben Valdez · Kolumbia            | UD 15  |
| 2 czerwca 1978       | Provincial Stadium Nakhon Ratchasima, Tajlandia | WBC         | Wilfredo Gómez · Portoryko       | Sakad Petchyindee · Tajlandia      | TKO 3  |
| 7 maja 1978          | Seul, Korea Południowa                          | WBA         | Ricardo Cardona · Kolumbia       | Hong Soo-hwan · Korea Południowa   | TKO 12 |
| 8 kwietnia 1978      | Loubriel Stadium Bayamon, Portoryko             | WBC         | Wilfredo Gómez · Portoryko       | Juan Antonio Lopez · Meksyk        | TKO 7  |
| 1 lutego 1978        | Kokugikan Tokio, Japonia                        | WBA         | Hong Soo-hwan · Korea Południowa | Yu Kasahara · Japonia              | UD 15  |
| 19 stycznia 1978     | Municipal Gymnasium Kitakyushu, Japonia         | WBC         | Wilfredo Gómez · Portoryko       | Royal Kobayashi · Japonia          | KO 3   |
| 26 listopada 1977    | Gimnasio Nuevo Panama Panama, Panama            | WBA         | Hong Soo-hwan · Korea Południowa | Hector Carrasquilla · Panama       | KO 3   |
| 11 lipca 1977        | Roberto Clemente Coliseum Hato Rey, Portoryko   | WBC         | Wilfredo Gómez · Portoryko       | Raul Tirado · Meksyk               | TKO 5  |
| 21 maja 1977         | Roberto Clemente Coliseum Hato Rey, Portoryko   | WBC         | Wilfredo Gómez · Portoryko       | Yum Dong-kyun · Korea Południowa   | TKO 12 |
| 13 lutego 1977       | Changchung Gymnasium Seul, Korea Południowa     | WBC         | Yum Dong-kyun · Korea Południowa | Jose Cervantes · Kolumbia          | UD 15  |
| 24 listopada 1976    | Changchung Gymnasium Seul, Korea Południowa     | WBC         | Yum Dong-kyun · Korea Południowa | Royal Kobayashi · Japonia          | MD 15  |
| 9 października 1976  | Kokugikan Tokio, Japonia                        | WBC         | Royal Kobayashi · Japonia        | Rigoberto Riasco · Panama          | TKO 8  |
| 1 sierpnia 1976      | Pusan Stadium Busan, Korea Południowa           | WBC         | Rigoberto Riasco · Panama        | Yum Dong-kyun · Korea Południowa   | SD 15  |
| 12 czerwca 1976      | Gimnasio Nuevo Panama Panama, Panama            | WBC         | Rigoberto Riasco · Panama        | Livio Nolasco · Dominikana         | TKO 10 |
| 3 kwietnia 1976      | Gimnasio Nuevo Panama Panama, Panama            | WBC         | Rigoberto Riasco · Panama        | Waruinge Nakayama · Kenia          | TKO 9  |

## Legenda
- DQ - (disqualification) - dyskwalifikacja
- KO - (knockout) - nokaut
- MD - (majority decision) - decyzja większości
- NC - (no contest) - walka uznana za nie odbytą
- PTS - walka zakończona na punkty
- RTD - (referee technical decision) - techniczna decyzja sędziów
- SD - (split-decision) - niejednogłośna decyzja
- TKO - (technical knockout) - techniczny nokaut
- UD - (unanimous decision) - jednogłośna decyzja